# Ischnarctia cinerea
Ischnarctia cinerea är en fjärilsart som beskrevs av Arnold Pagenstecher 1903. Ischnarctia cinerea ingår i släktet Ischnarctia och familjen björnspinnare. Inga underarter finns listade i Catalogue of Life.